# Étienne Compardel
Étienne Compardel [Compardelle] est un peintre, miniaturiste et dessinateur français, actif à Paris dans le dernier tiers du XVIIe siècle. Sa naissance est estimée datée de l'année 1645. Les dates extrêmes de ses œuvres vont de 1666 à 1694.

## Biographie
Il est reçu le 30 juillet 1670 dans la communauté des maîtres de peinture, sculpture, gravure et enluminure de Paris, et parallèlement dans la confrérie dite Académie de Saint-Luc.
Le 1er novembre 1678, il devient le parrain d’Étienne Perrelle, fils du célèbre graveur Nicolas Perelle.
En 1692, il est cité dans le Livre commode des adresses de Paris d’Abraham Du Pradel, comme peintre miniaturiste, habitant quai de la Mégisserie.

## Œuvres

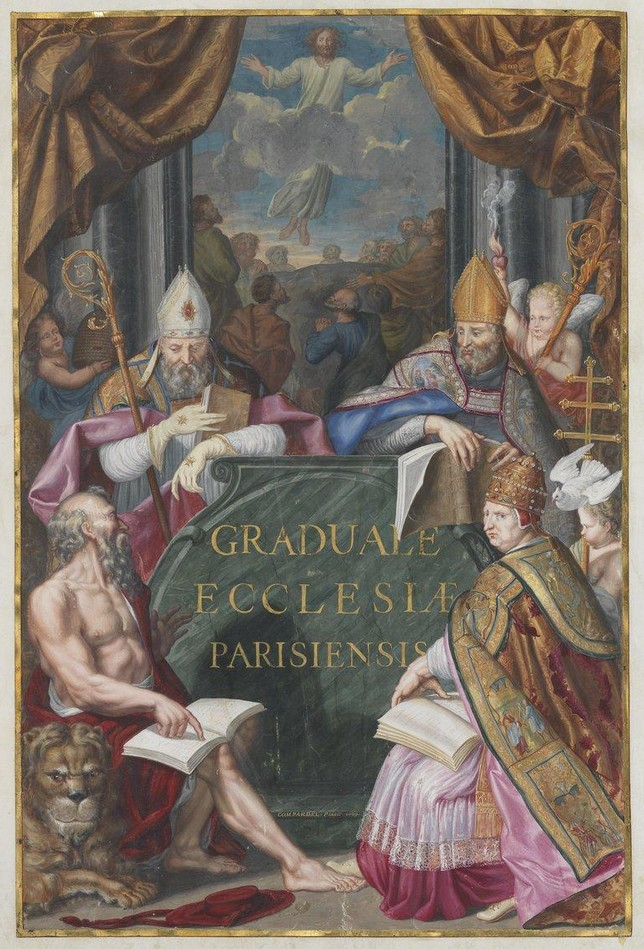
Page de titre d'un volume
du Graduel de l'église de Paris (1669), signée par Compardel (Paris, B.N.F.).

### Textes enluminés
- Gradualis sanctorum Ecclesiae Parisiensis. Graduel manuscrit en 4 volumes, daté de 1669. Paris BNF (Mus.) : RES VMA MS-1410 à -1413. Reliure au semis de fleurs de lys.

Il est écrit par Jean Fossard, avec des lettres capitales décorées par Étienne Damoiselet et enluminé par Compardel. Il contient plusieurs enluminures de grande taille. Le volume RES VMA MS- 1410 est numérisé sur Gallica.
- Gradualis de tempore ecclesiae Parisiensis. Graduel manuscrit en 8 volumes sur parchemin, écrit en 1669 et 1670. Huit volumes in-folio sur parchemin. Paris, Musée de Notre-Dame de Paris.

Il est écrit par Jean Fossard, avec des lettres capitales tracées et dorées par Compardel. Un supplément de quelques pages a été ajouté par Jean-Denis Chandora en 1819. Voir une description précise de ces volumes dans "Vezin", 1969. Voir une double page ici.
- Collectarium ad usum regalis ecclesiae S. Catharinae in Cultura Parisiis, ordinis canonicorum regularium sancti Augustini, congregationis gallicanae...  Paris, écrit par Etienne Damoiselet, 1677. Manuscrit sur parchemin, préface puis 283 p. Lettres ornées, encadrements dorés. Reliure en velours rouge. Paris Ars. : Ms. 598.

Contient trois grandes peintures de Compardel.
- Occupation de l'âme pendant le saint sacrifice de la Messe, pour l'exempter des distractions qui lui arrivent et l’empêchent de recevoir aucun fruit... . Manuscrit sur papier 16° de 62 f., reliure en chagrin noir clouté d’or au chiffre couronné des lettres A M L (pour Anne-Marie-Louise d'Orléans). Dans le commerce en 1995 (Sotheby’s, vente 8196, lot 98).

Contient neuf miniatures, dont cinq sont signées Compardel. Prov. des collections De Bure et du baron Pichon. Cf. Portalis 1897 p. 163-164.
- Recueil d’oiseaux et d’animaux peints sur vélin. Manuscrit 4°, 57 f. Sur la première page, la grande miniature représentant un peintre peignant des oiseaux est signée Compardel f[ecit].  Cf. Portalis, 1897 p. 164.

Contient la représentation de nombreux animaux. Prov. collections De Bure et Rothschild.

### Portraits peints
Compardel a peint ou dessiné plusieurs portraits, éventuellement gravés par la suite : 
- portrait peint du peintre Gérard Dou : voir ici ;
- portrait gravé de Nicolas Feuillet, prêtre chanoine de Saint-Cloud, mort de le 7 septembre 1693, dont la gravure est attribuée à Gaspard François (ou Gérard ?) Edelinck[4] (voir ici) ;
- portrait de Nicolas Le Tourneux, prêtre prieur de Villers, mort le 28 novembre 1686, gravé par Stéphane Desrochers, voir ici.
- Copie d'une miniature de Gérard Dou, représentant une servante dans une niche, laquelle verse de l'eau dans une jatte de porcelaine. Sur la tablette de cette niche, une botte de carottes, un chou rouge, un chaudron, un panier et une volaille pendue auprès d'une fenêtre. Citée dans Catalogue, 1774.

### Plans
Compardel a peint et décoré plusieurs plans, réalisés pour des notables.
- Plans des forêts, bois et buissons du Département de la grande maistrise des eaux et forêts de l'Isle de France, Brie, Perche, Picardie et Pays reconquis. Suite de 44 plans et 18 tableaux synoptiques sur 63 feuillets de vélin, en couleur, dans une reliure en maroquin rouge, datée 1668. Paris BNF (Cartes et plans) : GE DD-4728 (RES).

Les textes sont écrits par Étienne Damoiselet et les plans enluminés par Compardel. Certains plans sont signés Charmolue. L’ouvrage porte les armes de Paul Barillon d'Amoncourt, intendant de Picardie en 1668, chargé de l'application pour l’Île-de-France et les contrées voisines de la grande ordonnance de réformation des forêts royales. Sur l'origine du manuscrit et l'identification de son destinataire, voir Lacroix 1865. Reproduit dans Collections 1977 n° 247 (plan du bois de Vincennes). Voir ici le plan du Vésinet.
- Les plans et figures géometriques des forests royales du Département de Touraine, Anjou,& Maine, avec leurs divisions par gardes, & principaux triages, leurs confrontations externes, & la marque des bornes qui y ont été apposées...  Atlas de 8 feuilles manuscrites sur parchemin, daté 1666-1669. Paris BNF (Cartes et plans) : GE CC-1620 (RES). Reliure en maroquin rouge aux armes de Louis XIV.

Les plans sont dessinés par Jacques Le Loyer, arpenteur et géographe ordinaire du Roy, les textes sont écrits par Étienne Damoiselet, les enluminures et le frontispice sont de Compardel.

### Peintures de navires
On attribue à Compardel des peintures ou des dessins de navires (qui sont plus des œuvres techniques que « marines »), au moins :
- Huile représentant le navire Kung Carl, portant 108 canons et lancé en 1694. Marinmuseum Karlskrona (Suède, don du Musée maritime de Stockholm).
- Dessin du château arrière (du même navire ?)

Voir ici, ici et là. Sur ces pièces, voir Albe, 1957.
D'après Linda Hinners, des dessins de Compardel (peut-être les dessins de navires ci-dessus) ont été vendus par Compardel pour 140 francs au diplomate suédois Daniel Cronström en poste à Paris, dessins destinés à l'architecte Nicodème Tessin le jeune (1654-1728), très affairé à fournir à la haute société suédoise des objets de luxe d'origine étrangère.

### Divers
Dans le Mercure galant de février 1683 (numérisé sur Gallica, une Lettre de Mr Comiers d’Ambrun, professeur de mathématiques à Paris, relate la naissance le 7 janvier 1683 à Paris d’un garçon à deux têtes, quatre bras et deux jambes (qui ne survécut pas), suivi d’un jumeau normalement constitué et viable. La relation est accompagnée d’une gravure faite sur un dessin de M. Compardel, « l’un des plus excellents peintres de Paris ».